# Tanandava (Andapa)
Pour les articles homonymes, voir Tanandava.
Tanandava est une commune du nord de Madagascar, appartenant au district d'Andapa, appartenant à la région de Sava, dans la province de Diego-Suarez.

## Économie
Commune agricole, avec 99 % de la population qui travaille dans ce secteur, les cultures sont principalement le riz, le café, la vanille et des haricots.

## Démographie
La population est estimée à environ 6 152 habitants en 2001.